# Años 740
Los años 740 o década del 740 empezó el 1 de enero del 740 y terminó el 31 de diciembre del 749.

## Acontecimientos
En el mundo islámico:
- Fin de la dinastía de los Omeyas con el Califa Marwan II.
- 3.ª guerra civil entre los árabes.
- Derrota decisiva y matanza de los Omeyas. Triunfo de los Abasidas. Escapa el Omeya Abd al-Rahman (Abderramán I) que marcha a España y funda el Emirato de Córdoba (756).
- San Zacarías sucede a San Gregorio III como papa en el año 741.